# Siêu cúp bóng đá Việt Nam 2008
Trận Siêu Cúp bóng đá Quốc gia – IZZI Cup 2008 là trận chung kết lần thứ 10 trong lịch sử của Siêu cúp bóng đá Việt Nam do Liên đoàn bóng đá Việt Nam phối hợp với Báo Tiền Phong đồng tổ chức. Trận đấu diễn ra lúc 16h00 ngày 4 tháng 1 năm 2009 giữa hai đội bóng Becamex Bình Dương (Là nhà vô địch Giải bóng đá vô địch quốc gia 2008) và Hà Nội ACB (Là nhà vô địch Giải bóng đá Cúp Quốc gia 2008 trên Sân vận động Gò Đậu Thị xã Thủ Dầu Một thuộc tỉnh Bình Dương. Kết quả chung cuộc, Becamex Bình Dương đánh bại Hà Nội ACB với tỷ số 4-0 một cách đầy thuyết phục, qua đó lên ngôi vô địch lần thứ hai. Cầu thủ Huỳnh Kesley Alves của Becamex Bình Dương nhận 3 triệu đồng với tư cách là cầu thủ xuất sắc nhất trận đấu ghi lập được một hat-trick còn cầu thủ Philani cũng của Becamex Bình Dương nhận danh hiệu cầu thủ ghi bàn thắng đầu tiên cũng nhận 3 triệu đồng. Cũng trong trận chung kết, Ủy ban Nhân dân tỉnh Bình Dương đã trao thưởng cho 4 cầu thủ vừa đóng góp vào thành công của Đội tuyển Việt Nam tại AFF Suzuki Cup 2008 là Như Thành, Vũ Phong, Quang Thanh và Trường Giang mỗi cầu thủ 20 triệu đồng .

## Thông tin trước trận đấu
Bối cảnh
Với Becamex Bình Dương, sau khi để tuột cúp vô địch tại BTV Cúp 2008 vừa qua, đội bóng Miền Đông Nam Bộ đang nóng lòng khẳng định sức mạnh của mình, nhất là trong bối cảnh họ có sự trở lại của các tuyển thủ quốc gia vừa trải qua một hành trình đầy ấn tượng tại AFF Suzuki Cup 2008 vừa qua. Trong khi đó, ở bên kia chiến tuyến, Hà Nội ACB cũng rất cần một danh hiệu vô địch để tạo cú hích cho mục tiêu trở lại đấu trường đỉnh cao cấp Câu lạc bộ của bóng đá Việt Nam.
Siêu Cúp bóng đá Quốc gia do Liên Đoàn Bóng Đá Việt Nam và báo Tiền Phong phối hợp đồng tổ chức. Từ năm 2005-2009, trận Siêu Cúp được Công ty cổ phần Sữa Hà Nội tài trợ và mang tên Siêu Cúp QG-IZZI Cup. Trận Siêu Cúp giữa Becamex Bình Dương và Hà Nội ACB vào ngày 4/1/2009 tới là trận Siêu Cúp QG lần thứ 10 trong lịch sử Siêu Cúp Quốc gia..
Điều lệ của trận đấu
Theo điều lệ, trận Siêu Cúp bóng đá Quốc gia lần thứ 10 – IZZI Cup 2008 được tổ chức vào 15h30 ngày 4/1/2009 trên sân Gò Đậu. Hai đội thi đấu theo thể thức hòa trong 90 phút sẽ đá luân lưu 11m để xác định đội đoạt Siêu Cúp. Cơ cấu giải thưởng:
- Đội thắng: Cúp, bảng danh vị, huy chương và tiền thưởng 150 triệu đồng
- Đội thua: Bảng danh vị, huy chương và tiền thưởng 70 triệu đồng
- Cầu thủ ghi bàn thắng đầu tiên của trận đấu: 3 triệu đồng
- Cầu thủ xuất sắc nhất trận đấu: 3 triệu đồng [3].

Phát biểu trước trận đấu
- Huấn luyện viên phó Nguyễn Minh Dũng (Becamex Bình Dương): Gặp Hà Nội ACB trong trận Siêu Cúp là khá duyên nợ vì chính Hà Nội ACB đã thắng Becamex Bình Dương trong trận chung kết Cúp Quốc gia cách đây chưa lâu. Nhưng giờ đây, Bình Dương với tinh thần tôn trọng đối thủ, đang quyết tâm gấp bội để xóa đi kỷ niệm buồn bằng chính trận Siêu Cúp này.

## Chi tiết trân đấu
| Becamex Bình Dương                               | 4 – 0    | Hà Nội ACB |
| ------------------------------------------------ | -------- | ---------- |
| Philani 45+1' · Huỳnh Kesley Alves 53', 79', 88' | Chi tiết |            |

| BECAMEX BÌNH DƯƠNG: |    |                        |
|                     |    |                        |
| GK                  | 1  | Bùi Tấn Trường         |
| DF                  | 4  | Trần Chí Công          |
| DF                  | 2  | Huỳnh Quang Thanh      |
| MF                  | 3  | Vũ Như Thành           |
| MF                  | 5  | Trần Trường Giang      |
| MF                  | 17 | Nguyễn Vũ Phong        |
| FW                  | 10 | Lima                   |
| FW                  | 19 | Philani                |
| FW                  | 9  | Huỳnh Kesley Alves (c) |
| Cầu thủ dự bị:      |    |                        |
| Huấn luyện viên:    |    |                        |
| Francisco Vital     |    |                        |

| HÀ NỘI ACB:      |   |                  |
|                  |   |                  |
| FW               | 7 | Phạm Thành Lương |
| Cầu thủ dự bị:   |   |                  |
| Huấn luyện viên: |   |                  |
| Hoàng Văn Phúc   |   |                  |

| THÔNG TIN TRẬN ĐẤU ĐIỀU HÀNH TRẬN ĐẤU - Giám sát trận đấu: Đặng Quang Dương - Giám sát trọng tài: Nguyễn Văn Mùi - Trợ lý trọng tài 1: Nguyễn Hoàng Minh - Trợ lý trọng tài 2: Trần Minh Đức - Trọng tài thứ tư: Đặng Thanh Hạ | QUY ĐỊNH TRẬN ĐẤU - Thời gian thi đấu 90 Phút (Mỗi hiệp 45 phút, nghĩ giữa hiệp 15 phút). - Đá luân lưu nếu tỷ số hòa. - 9 cầu thủ dự bị. - Tối đa thay người 3 cầu thủ. |

| Siêu cúp bóng đá Việt Nam năm 2008 Nhà vô địch |
| ---------------------------------------------- |
| Becamex Bình Dương Vô địch lần thứ hai         |